# Papier Chromolux
Papier Chromolux – powlekany papier i tektura o gramaturze większej niż 60 g/m², produkowany metodą wylewową, polerowany na gorąco i przeznaczony do druków wysokiej jakości. 
Chromolux to nazwa zastrzeżona firmy Zanders, choć potocznie używa się jej w poligrafii dla określenia produktu wytwarzanego metodą wylewową, którego charakterystyczną cechą jest lustrzany połysk.